# Palczatka
Palczatka (Cymbopogon K. P. J. Spreng.) – rodzaj traw z rodziny wiechlinowatych (Poaceae). Należą do niego 52 gatunki. Występują na obszarach o klimacie ciepłym w Azji Południowej, Afryce, Ameryce Południowej i Środkowej, południowej części Ameryki Północnej, Australii, na wyspach Oceanu Indyjskiego i Spokojnego, w Europie tylko w Czarnogórze.

## Systematyka
Synonimy
Cymbanthelia Andersson, Gymnanthelia Schweinf 
Pozycja systematyczna według APweb (aktualizowany system APG III z 2009)
Rodzaj należący do rodziny wiechlinowatych (Poaceae), rzędu wiechlinowców (Poales). W obrębie rodziny należy do podrodziny  (Andropogoneae).
Gatunki
- Cymbopogon ambiguus (Hack.) A.Camus
- Cymbopogon annamensis (A.Camus) A.Camus
- Cymbopogon bhutanicus Noltie
- Cymbopogon bombycinus (R.Br.) Domin
- Cymbopogon caesius (Hook. & Arn.) Stapf
- Cymbopogon calcicola C.E.Hubb.
- Cymbopogon calciphilus Bor
- Cymbopogon cambogiensis (Balansa) E.G.Camus & A.Camus
- Cymbopogon citratus (DC.) Stapf – palczatka cytrynowa
- Cymbopogon clandestinus (Steud.) Stapf
- Cymbopogon coloratus (Hook.f.) Stapf
- Cymbopogon commutatus (Steud.) Stapf
- Cymbopogon densiflorus (Steud.) Stapf
- Cymbopogon dependens B.K.Simon
- Cymbopogon dieterlenii Stapf ex Schweick.
- Cymbopogon distans (Nees ex Steud.) W.Watson
- Cymbopogon exsertus (Hack.) A.Camus
- Cymbopogon flexuosus (Nees ex Steud.) W.Watson – palczatka pogięta
- Cymbopogon gidarba (Buch.-Ham. ex Steud.) A.Camus
- Cymbopogon giganteus Chiov.
- Cymbopogon globosus Henrard
- Cymbopogon goeringii (Steud.) A.Camus
- Cymbopogon gratus Domin
- Cymbopogon jwarancusa (Jones) Schult.
- Cymbopogon khasianus (Hack.) Stapf ex Bor
- Cymbopogon mandalaiaensis Soenarko
- Cymbopogon marginatus (Steud.) Stapf ex Burtt-Davy
- Cymbopogon martini (Roxb.) W.Watson – palczatka imbirowa
- Cymbopogon mekongensis A.Camus
- Cymbopogon microstachys (Hook.f.) Soenarko
- Cymbopogon microthecus (Hook.f.) A.Camus
- Cymbopogon minor B.S.Sun & R.Zhang ex S.M.Phillips & S.L.Chen
- Cymbopogon minutiflorus S.Dransf.
- Cymbopogon nardus (L.) Rendle
- Cymbopogon nervatus (Hochst.) Chiov.
- Cymbopogon obtectus S.T.Blake
- Cymbopogon osmastonii R.Parker
- Cymbopogon pendulus (Nees ex Steud.) W.Watson
- Cymbopogon polyneuros (Steud.) Stapf
- Cymbopogon pospischilii (K.Schum.) C.E.Hubb.
- Cymbopogon procerus (R.Br.) Domin
- Cymbopogon pruinosus (Nees ex Steud.) Chiov.
- Cymbopogon queenslandicus S.T.Blake
- Cymbopogon quinhonensis (A.Camus) S.M.Phillips & S.L.Chen
- Cymbopogon rectus (Steud.) A.Camus
- Cymbopogon refractus (R.Br.) A.Camus
- Cymbopogon schoenanthus (L.) Spreng. – palczatka wełnista
- Cymbopogon tortilis (J.Presl) A.Camus
- Cymbopogon traninhensis (A.Camus) Soenarko
- Cymbopogon tungmaiensis L.Liou
- Cymbopogon winterianus Jowitt ex Bor
- Cymbopogon xichangensis R.Zhang & B.S.Sun

## Zastosowanie
Wiele gatunków wytwarza wonne olejki eteryczne. Olejki te mają własności lecznicze, są stosowane do produkcji kosmetyków i jako repelenty odstraszające owady. Niektóre są uprawiane jako rośliny ozdobne.